# فرنسيسكو مارتينيز مارتينيز
فرنسيسكو مارتينيز مارتينيز (بالإسبانية: Francisco Martínez Martínez)‏ هو سياسي مكسيكي، ولد في 31 ديسمبر 1950 في ولاية هيدالغو في المكسيك. حزبياً، نشط في حزب الثورة الديمقراطية. وقد انتخب عضو مجلس النواب المكسيك.